# 塔拉瓦級兩棲突擊艦
塔拉瓦級兩棲突擊艦是美國海軍的兩棲突擊艦，艦種分類為直昇機登陸突擊艦。1971年至1980年之間，英戈爾斯造船廠建造了5艘；美軍原計劃再造四艘，但後來取消訂單而建造胡蜂級兩棲突擊艦。
本級於2015年3月前全部退役。從2014年起，本級被美利堅級兩棲突擊艦取代，胡蜂級仍在服役。

## 設計

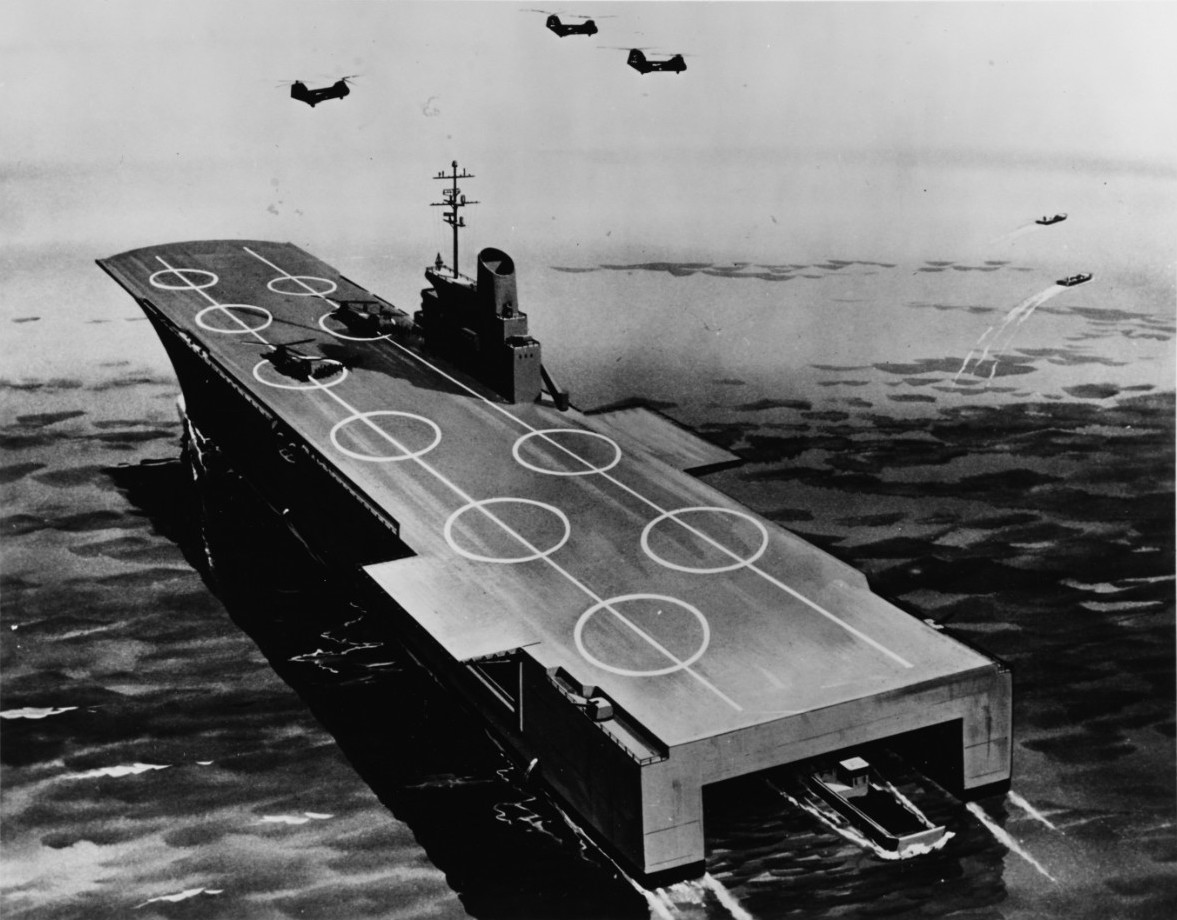
藝術家的兩棲突擊艦初期設計示意圖

本級是新型通用兩棲突擊艦，將先前由四種不同軍艦執行的功能集於一身：直升機船塢登陸艦（LPH）、船塢登陸艦（LPD）、兩棲貨輪（LKA）和LSD船塢登陸艦（LSD）。它能通過登陸艇或直升機輸送海軍陸戰隊一營的人員及其裝備登陸。
兩棲突擊艦類似於航空母艦，本級有一個全通式飛行甲板，寬敞的飛行甲板允許幾架直升機同時起降。艦島在右舷，艦島頂部是各種雷達和無線電天線、艦橋以及艦上火砲和導彈發射器的控制室。
艦島後面是一台負重6萬磅的起重機，可以將直升機從碼頭吊至飛行甲板，或將登陸艇從飛行甲板放到水面。飛行甲板下方的艦體提供了足夠的空間來容納海軍陸戰隊人員和所有設施、存放直升機的機庫、燃料，以及可注水的大型乾塢，讓登陸艇可直接駛出。

## 同級艦
| 艦名       | 舷號  | 動工日         | 下水日         | 服役日         | 退役日         | 結局                        |
| ---------- | ----- | -------------- | -------------- | -------------- | -------------- | --------------------------- |
| 塔拉瓦號   | LHA-1 | 1971年11月15日 | 1973年12月1日  | 1976年5月29日  | 2009年3月31日  | 2024年7月19日作為靶船遭擊沈 |
| 塞班號     | LHA-2 | 1972年7月21日  | 1974年7月18日  | 1977年10月15日 | 2007年4月25日  | 2009年拆解                  |
| 貝洛森林號 | LHA-3 | 1973年3月5日   | 1977年4月11日  | 1978年9月23日  | 2005年10月28日 | 2006年7月13日作為靶船遭擊沈 |
| 拿騷號     | LHA-4 | 1973年8月13日  | 1978年1月21日  | 1979年7月28日  | 2011年3月31日  | 2021年拆解                  |
| 貝里琉號   | LHA-5 | 1976年11月12日 | 1978年11月25日 | 1980年5月3日   | 2015年3月31日  | 封存                        |

## 註解
1. ↑  首艦排水量。末艦增加為39,925長噸（40,566公噸）[2]。
2. ↑  首艦吃水。末艦增加為27英尺（8.2）[2]。